# Richie Musaba
Richie Musaba (Nijmegen, 6 december 2000) is een Nederlands voetballer die als middenvelder speelt. Hij is de tweelingbroer van Anthony Musaba.

## Carrière
Hij werd geboren in Nijmegen en groeide op in Beuningen. Richie Musaba speelde in de jeugd van Sportclub N.E.C. en SBV Vitesse. Op 18 maart 2017 debuteerde hij tegen GVVV voor Jong Vitesse in de Tweede divisie. Sinds het begin van het seizoen 2018/19 maakt hij vast deel uit van de selectie van Jong Vitesse. Hij debuteerde in het eerste elftal van Vitesse op 12 mei 2019, in de met 6-1 gewonnen thuiswedstrijd tegen De Graafschap. Musaba kwam in de 82e minuut in het veld voor Navarone Foor, en scoorde in de 88e minuut de 6-1.
Medio 2020 had hij weinig perspectief bij Vitesse. Hij maakte de overstap naar Fortuna Sittard dat hem direct voor een seizoen verhuurde aan FC Dordrecht. Medio 2021 keerde hij terug bij Fortuna Sittard. Per 1 juli 2022 ging hij op huurbasis naar TOP Oss. Daar kwam hij weinig aan bod en per januari 2023 werd zijn verhuur beëindigd en keerde hij terug bij Fortuna Sittard. Daar kwam hij niet meer bij de selectie van het eerste team en medio 2023 liep zijn contract af.
In februari 2024 tekende hij een contract tot het einde van 2024 bij FCI Levadia in Estland.

### Statistieken

#### Beloften
| Seizoen                   | Club            | Land            | Competitie        | Competitie | Competitie | Overig | Overig | Totaal | Totaal |
| Seizoen                   | Club            | Land            | Competitie        | Wed.       | Dlp.       | Wed.   | Dlp.   | Wed.   | Dlp.   |
| ------------------------- | --------------- | --------------- | ----------------- | ---------- | ---------- | ------ | ------ | ------ | ------ |
| 2016/17                   | Jong Vitesse    | Nederland       | Tweede divisie    | 1          | 0          | –      | –      | 1      | 0      |
| 2017/18                   | Jong Vitesse    | Nederland       | Derde divisie zo. | 0          | 0          | –      | –      | 0      | 0      |
| 2018/19                   | Jong Vitesse    | Nederland       | Tweede divisie    | 27         | 7          | –      | –      | 27     | 7      |
| Totaal beloften           | Totaal beloften | Totaal beloften | Totaal beloften   | 28         | 7          | 0      | 0      | 28     | 7      |
| Bijgewerkt op 12 mei 2019 |                 |                 |                   |            |            |        |        |        |        |

#### Senioren
| Seizoen        | Club            | Land           | Competitie     | Competitie | Competitie | Beker | Beker | Internationaal | Internationaal | Overig | Overig | Totaal | Totaal |
| Seizoen        | Club            | Land           | Competitie     | Wed.       | Dlp.       | Wed.  | Dlp.  | Wed.           | Dlp.           | Wed.   | Dlp.   | Wed.   | Dlp.   |
| -------------- | --------------- | -------------- | -------------- | ---------- | ---------- | ----- | ----- | -------------- | -------------- | ------ | ------ | ------ | ------ |
| 2018/19        | SBV Vitesse     | Nederland      | Eredivisie     | 1          | 1          | 0     | 0     | 0              | 0              | 0      | 0      | 1      | 1      |
| 2019/20        | SBV Vitesse     | Nederland      | Eredivisie     | -          | -          | -     | -     | -              | -              | -      | -      | 0      | 0      |
| 2020/21        | Fortuna Sittard | Nederland      | Eredivisie     | -          | -          | -     | -     | -              | -              | -      | -      | 0      | 0      |
| 2020/21        | FC Dordrecht    | Nederland      | Eerste Divisie | 36         | 6          | 1     | 0     | 0              | 0              | 0      | 0      | 37     | 6      |
| Carrièretotaal | Carrièretotaal  | Carrièretotaal | Carrièretotaal | 37         | 6          | 1     | 0     | 0              | 0              | 0      | 0      | 38     | 6      |